# Накомяди
Накомяди (пол. Nakomiady, нім. Eichmedien) — село в Польщі, у гміні Кентшин Кентшинського повіту Вармінсько-Мазурського воєводства.
Населення — 552 особи (2011).

## Демографія
Демографічна структура станом на 31 березня 2011 року:
|          | Загалом | Допрацездатний вік | Працездатний вік | Постпрацездатний вік |
| -------- | ------- | ------------------ | ---------------- | -------------------- |
| Чоловіки | 270     | 51                 | 194              | 25                   |
| Жінки    | 282     | 45                 | 173              | 64                   |
| Разом    | 552     | 96                 | 367              | 89                   |